# Равандж
Равандж (перс. راونج) — село в Ірані, у дегестані До-Дегак, у Центральному бахші, шахрестані Деліджан остану Марказі. За даними перепису 2006 року, його населення становило 562 особи, що проживали у складі 197 сімей.

## Клімат
Середня річна температура становить 13,98 °C, середня максимальна – 32,13 °C, а середня мінімальна – -7,19 °C. Середня річна кількість опадів – 181 мм.
| Клімат поселення                              | Клімат поселення | Клімат поселення | Клімат поселення | Клімат поселення | Клімат поселення | Клімат поселення | Клімат поселення | Клімат поселення | Клімат поселення | Клімат поселення | Клімат поселення | Клімат поселення | Клімат поселення |
| Показник                                      | Січ.             | Лют.             | Бер.             | Квіт.            | Трав.            | Черв.            | Лип.             | Серп.            | Вер.             | Жовт.            | Лист.            | Груд.            |                  |
| Середній максимум, °C                         | 9,54             | 11,35            | 15,94            | 21,94            | 26,63            | 30,72            | 32,13            | 31,34            | 27,66            | 21,46            | 15,26            | 9,36             |                  |
| Середня температура, °C                       | 1,18             | 2,98             | 7,58             | 13,56            | 18,26            | 22,35            | 26,23            | 25,44            | 21,76            | 15,56            | 9,36             | 3,45             |                  |
| Середній мінімум, °C                          | −7,19            | −5,39            | −0,78            | 5,20             | 9,90             | 13,98            | 20,33            | 19,52            | 15,86            | 9,65             | 3,46             | −2,44            |                  |
| Норма опадів, мм                              | 29               | 28               | 35               | 24               | 17               | 2                | 1                | 1                | 0                | 7                | 15               | 22               |                  |
| Середньомісячна швидкість вітру, м/с          | 1.57             | 1.93             | 2.69             | 2.79             | 2.57             | 2.41             | 2.37             | 2.21             | 2.04             | 2.16             | 1.48             | 1.32             |                  |
| Середньомісячна сонячна радіація, кДж/м²·день | 9660             | 12853            | 15469            | 18781            | 22646            | 26656            | 25953            | 24406            | 21302            | 15858            | 11553            | 9354             |                  |
| --------------------------------------------- | ---------------- | ---------------- | ---------------- | ---------------- | ---------------- | ---------------- | ---------------- | ---------------- | ---------------- | ---------------- | ---------------- | ---------------- | ---------------- |
| Джерело:                                      |                  |                  |                  |                  |                  |                  |                  |                  |                  |                  |                  |                  |                  |